# Hłubaniec
Hłubaniec (Hłubieniec) – dawna wieś na Białorusi, w obwodzie brzeskim, w rejonie prużańskim, w sielsowiecie Suchopol.
W latach 1921–1939 należała do gminy Suchopol.
Według Powszechnego Spisu Ludności z 1921 roku wieś zamieszkiwało 101 osób, 3 było wyznania rzymskokatolickiego, 61 prawosławnego a 37 mojżeszowego. Jednocześnie jeden mieszkaniec zadeklarował polską przynależność narodową, 93 białoruską a 7 żydowską. We wsi było 13 budynków mieszkalnych.